# Mirocin
Mirocin est une localité polonaise de la gmina et du powiat de Przeworsk en voïvodie des Basses-Carpates.
Ce petit village n est pas tres loin de cracovie et de rzeszowie. 
Il y a a  Mirocin un club de football mascullin "osp".dans ce petit village il y a 1 grand magazin allimentaire et quelques mini magazin.